# Fredriksten

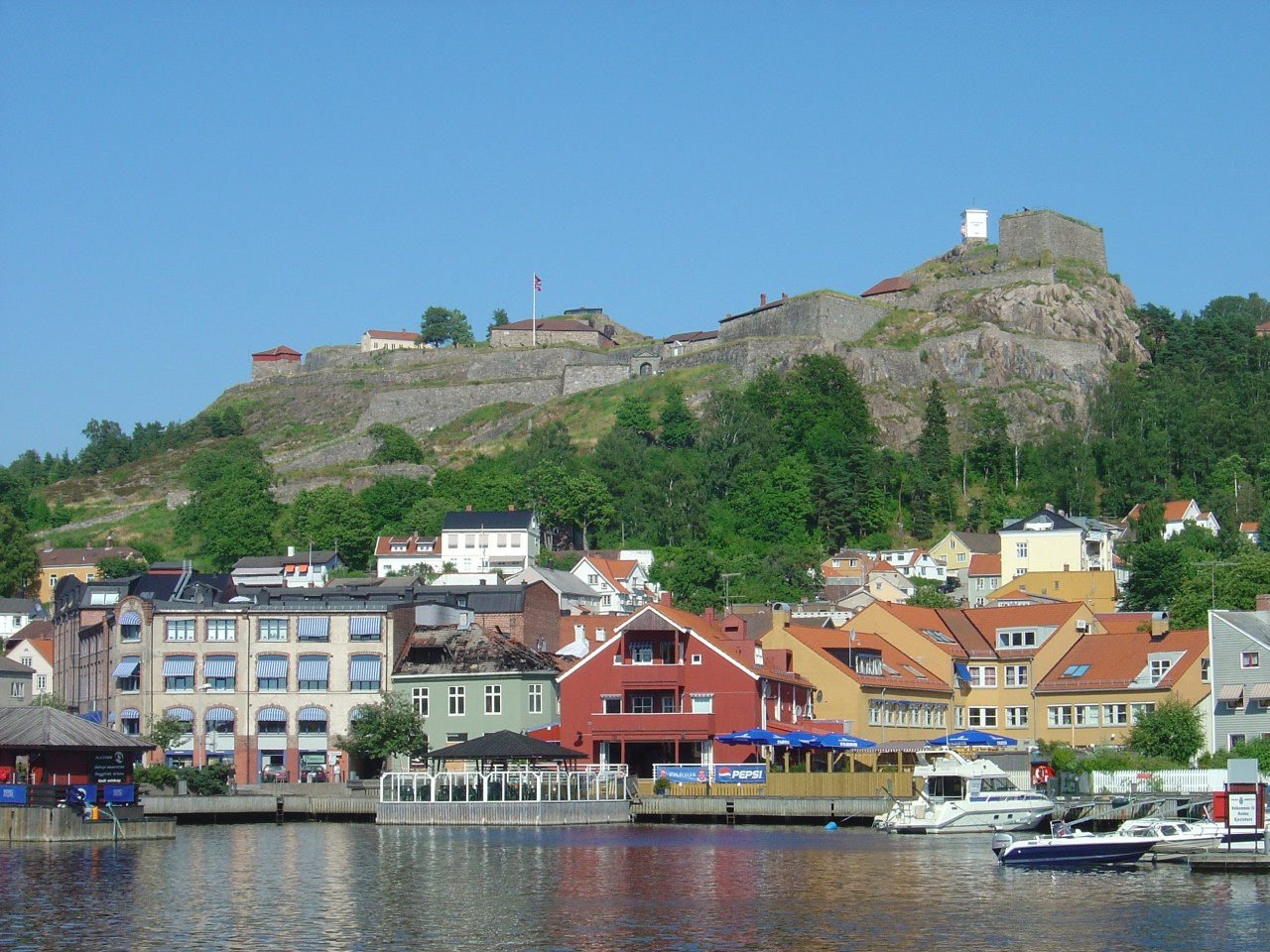
Fredrikstens fästning i Halden.

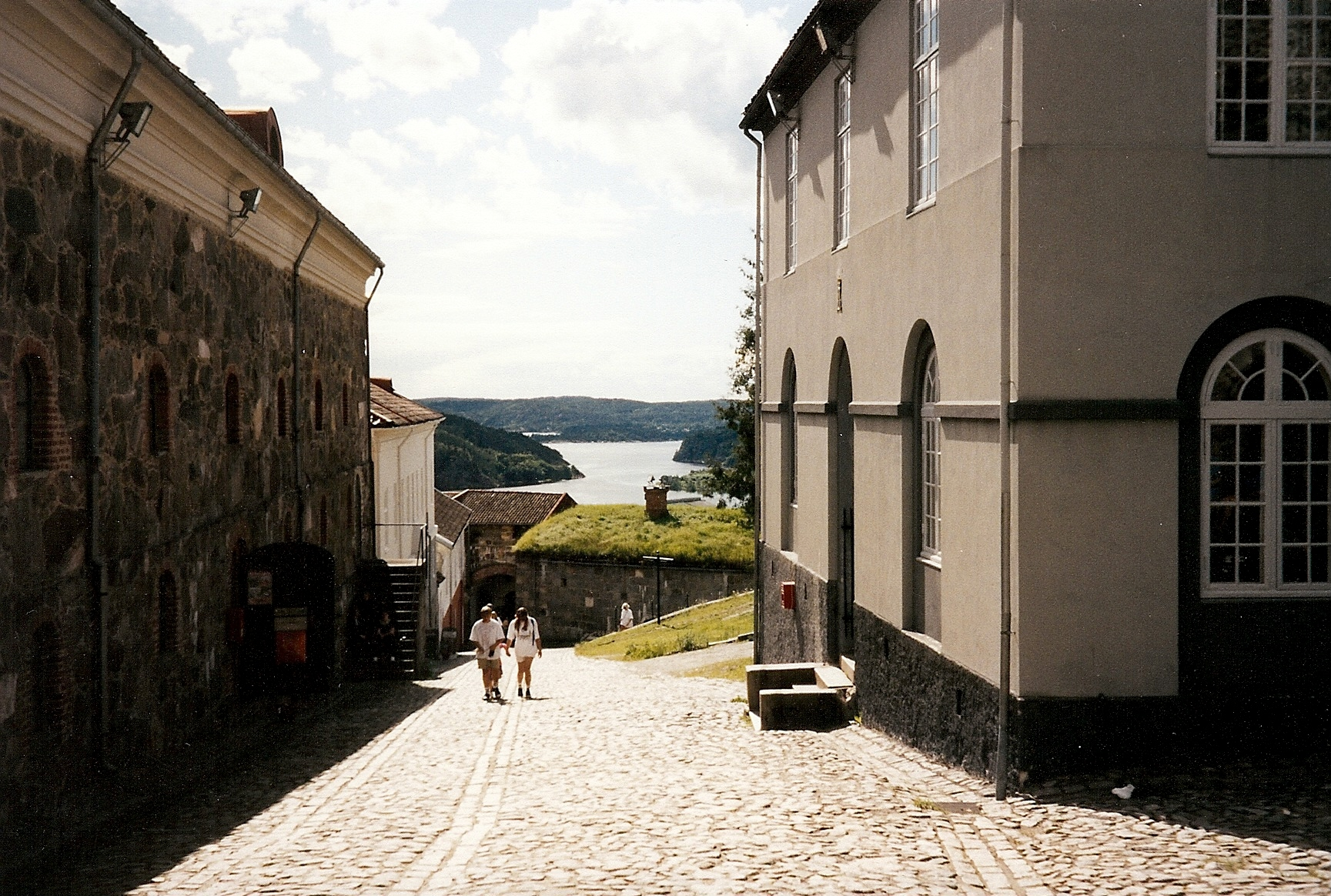
Fredrikstens fästning i Halden.

Fredriksten är en fästning vid staden Halden (som 1665–1928 hette Fredrikshald) i Norge, uppkallad efter Fredrik III av Danmark. Vid en svensk belägring av fästningen under hösten 1718 stupade Karl XII här den 30 november.
Rolandsskansen byggdes 1659 av norrmännen till försvar av Halden och ingick sedermera i Fredrikstens befästningar.
Allsång på gränsen spelas sedan 2007 in här varje sommar.